# 권오준 (기업인)
권오준(權五俊, 1950년 7월 6일 ~ )은 대한민국의 기업인이다.

## 약력
서울사대부고와 서울대학교를 졸업하였다. 이어 캐나다 윈저대학교 금속공학 석사, 피츠버그 대학교 금속공학 박사학위를 취득하였다. 1986년 포스코에 입사해 기술연구소 부소장, EU사무소장 상무, 기술연구소장, 부사장 및 기술총괄 사장(CTO)을 거쳐 2014년 3월, 대표이사 회장에 취임해 2018년 7월까지 회장직을 역임했다.

## 수상
- 2013년 기술경영인상 CTO(최고기술경영자) 부문
- 2016년 코리아 소사이어티 밴플리트상
- 2016년 대한민국 최고과학기술인상